# Onda piana

I fronti d'onda di un'onda piana

Propagazione di un'onda piana

In fisica matematica, un'onda piana è un'onda a frequenza costante i cui fronti d'onda sono infiniti piani paralleli perpendicolari alla direzione di propagazione, e la cui distanza picco-picco è costante.
L'onda piana rappresenta un'astrazione matematica che non corrisponde ad alcun fenomeno fisico equivalente in senso stretto, poiché a partire da una descrizione analitica esatta si ottiene un'onda che per essere generata necessita di una sorgente di lunghezza infinita. L'onda piana è tuttavia utilizzata per approssimare il caso in cui la sorgente dell'onda è posta a distanza infinita dal punto di osservazione del fronte d'onda considerato, che viene quindi assunto localmente piano.
Una caratteristica che la differenzia da altri tipi di propagazione ondosa, come l'onda sferica (tridimensionale) o quella circolare (in due dimensioni), è l'assenza di attenuazione isotropica nello spazio, in virtù della direzionalità dell'emissione e della propagazione di energia associata all'onda. L'unica attenuazione che si verifica è dovuta all'eventuale assorbimento da parte del materiale del mezzo di propagazione attraversato.

## Equazione dell'onda piana
Le onde piane in una dimensione spaziale soddisfano l'equazione differenziale alle derivate parziali del secondo ordine lineare ed omogenea di tipo iperbolico in due variabili:
{\displaystyle {\frac {\partial ^{2}f}{\partial x^{2}}}-{\frac {1}{v^{2}}}{\frac {{\partial }^{2}f}{{\partial t}^{2}}}=0}
L'equazione descrive la propagazione di una perturbazione generica, descritta da una funzione scalare arbitraria {\displaystyle f=f(x,t)}, che si propaga con velocità {\displaystyle v} lungo la direzione {\displaystyle x}. L'equazione può essere scritta nella forma:
{\displaystyle \left({\frac {\partial }{\partial x}}+{\frac {1}{v}}{\frac {\partial }{\partial t}}\right)\left({\frac {\partial }{\partial x}}-{\frac {1}{v}}{\frac {\partial }{\partial t}}\right)f(x,t)=0}
e tale espressione mostra che la soluzione generale è una combinazione lineare di due soluzioni:
{\displaystyle f(x,t)=af_{1}(x-vt)+bf_{2}(x+vt)\ }
con {\displaystyle a} e {\displaystyle b} costanti. Si tratta di due perturbazioni che si propagano in direzioni opposte.
Assumendo che l'onda si propaghi nella direzione positiva delle ascisse, e che la fase ad un tempo fissato {\displaystyle t} sia costante in ogni piano perpendicolare alla direzione di propagazione, si ottiene l'espressione dell'onda piana monocromatica, una funzione armonica del tempo:
{\displaystyle f(x,t)=f_{max}\,e^{i(kx-\omega t)}}
dove {\displaystyle i} è l'unità immaginaria, {\displaystyle k} il vettore d'onda, {\displaystyle \omega } la frequenza angolare e {\displaystyle f_{max}} l'ampiezza.
La soluzione fisica è data dall'espressione:
{\displaystyle \Re [f(x,t)]=f_{max}\,\cos(kx-\omega t+\arg A)\ }
Le onde di questo tipo sono caratterizzate da una sola frequenza, e sono pertanto dette monocromatiche. Il principio di sovrapposizione afferma che ogni perturbazione può essere espressa come opportuna combinazione lineare di onde piane.
In tre dimensioni la notazione diventa:
{\displaystyle f(\mathbf {r} ,t)=f_{max}(\mathbf {r} )\,\cdot \cos(\mathbf {k} \cdot \mathbf {r} -\omega t+\phi )}
che nella forma esponenziale diventa:
{\displaystyle f(\mathbf {r} ,t)=f_{max}(\mathbf {r} )\,\cdot e^{i\cdot (\mathbf {k} \cdot \mathbf {r} -\omega t+\phi )}}
L'onda ha un periodo {\displaystyle T} ed una lunghezza d'onda {\displaystyle \lambda }, che è detta anche periodo spaziale. Queste due grandezze sono legate dalla relazione:
{\displaystyle v={\frac {\lambda }{T}}}
dalla quale si ottiene la velocità di fase, che per un'onda monocromatica è la velocità di propagazione.
La frequenza è data da:
{\displaystyle \nu ={\frac {1}{T}}\qquad \omega =2\pi \nu ={\frac {2\pi }{T}}}
mentre:
{\displaystyle \ k={\frac {2\pi }{\lambda }}}
è il numero d'onda, cioè il modulo del vettore d'onda (che ha la direzione di propagazione della stessa).

## Onda piana elettromagnetica
L'equazione delle onde tridimensionali per il campo elettromagnetico è data dalle equazioni in quattro variabili:
{\displaystyle {\nabla }^{2}\mathbf {E} -\varepsilon \mu {\frac {{\partial }^{2}\mathbf {E} }{{\partial t}^{2}}}=0\qquad {\nabla }^{2}\mathbf {B} -\varepsilon \mu {\frac {{\partial }^{2}\mathbf {B} }{{\partial t}^{2}}}=0}
relative al campo elettrico {\displaystyle \mathbf {E} } e al campo magnetico {\displaystyle \mathbf {B} }.
Si tratta di equazioni alle derivate parziali che, per essere soluzioni delle equazioni di Maxwell, devono soddisfare opportune condizioni iniziali.
Per un'onda piana, le condizioni al contorno corrispondono al fatto che la direzione di propagazione avviene in una sola dimensione, più precisamente, quando i fronti d'onda sono piani. In questo caso le derivate delle equazioni delle onde del campo elettrico e del magnetico sono nulle per le variabili y e z, e ciascuna delle componenti dei campi soddisfa l'equazione delle onde con:
{\displaystyle v={\frac {1}{\sqrt {\varepsilon \mu }}}}
la velocità di propagazione dell'onda, che è in generale sovrapposizione di un'onda progressiva e di un'onda regressiva. Nel vuoto si ha:
{\displaystyle c={\frac {1}{\sqrt {\varepsilon _{0}\mu _{0}}}}\simeq 3\cdot 10^{8}\quad [m/s]}
e quindi in un dielettrico perfetto:
{\displaystyle v={\frac {1}{\sqrt {\varepsilon \mu }}}={\frac {1}{{\sqrt {\varepsilon _{0}\mu _{0}}}{\sqrt {\varepsilon _{r}\mu _{r}}}}}={\frac {c}{\sqrt {\varepsilon _{r}\mu _{r}}}}}
Il rapporto {\displaystyle n={\frac {c}{v}}={\sqrt {\varepsilon _{r}\mu _{r}}}} è l'indice di rifrazione del materiale dielettrico.
Dalla terza equazione e dalla quarta equazione (che descrivono l'onda) si ricavano le componenti dei campi:
{\displaystyle {\frac {\partial E_{x}}{\partial x}}={\frac {\partial B_{x}}{\partial t}}=0\qquad {\frac {\partial E_{y}}{\partial x}}=-{\frac {\partial B_{z}}{\partial t}}\qquad {\frac {\partial E_{z}}{\partial x}}={\frac {\partial B_{y}}{\partial t}}}
{\displaystyle {\frac {\partial B_{x}}{\partial x}}={\frac {\partial E_{x}}{\partial t}}=0\qquad {\frac {\partial B_{y}}{\partial x}}=\varepsilon \mu {\frac {\partial E_{z}}{\partial t}}\qquad \ {\frac {\partial B_{z}}{\partial x}}=-\varepsilon \mu {\frac {\partial E_{y}}{\partial t}}}
La derivata parziale dei campi rispetto alla coordinata x al tempo {\displaystyle t} sono pertanto nulle, ovvero i campi sono costanti nel tempo e uniformi nello spazio nella direzione di propagazione. Inoltre, le altre componenti del campo elettrico sono ortogonali alle componenti del campo magnetico, e questo significa che le componenti dei campi sono ortogonali alla direzione di propagazione dell'onda e sono rispettivamente ortogonali. In generale, le componenti dei campi elettrico e magnetico sono nulle nella direzione di propagazione e ortogonali ad essa e tra di loro.
Valgono infine le relazioni:
{\displaystyle {\frac {E_{y}}{B_{z}}}={\frac {E_{z}}{B_{y}}}=\pm v\qquad \mathbf {E} =\mathbf {B} \times \mathbf {v} \qquad {\frac {E}{B}}=v={\frac {1}{\sqrt {\varepsilon \mu }}}}
dove l'ultima viene espressa anche in termini del campo elettrico {\displaystyle \mathbf {E} } e del campo magnetizzante {\displaystyle \mathbf {H} }:
{\displaystyle {\frac {E}{H}}={\sqrt {\frac {\mu }{\varepsilon }}}=Z}
dove {\displaystyle Z} ha le dimensioni di un'impedenza. Nel vuoto questa ha valore circa pari a 377 Ω.

### Soluzioni sinusoidali
Le soluzioni planari sinusoidali dell'equazione delle onde elettromagnetica propagante in direzione z hanno la forma:
{\displaystyle \mathbf {E} (\mathbf {r} ,t)={\begin{pmatrix}E_{x}^{0}\cos \left(kz-\omega t+\alpha _{x}\right)\\E_{y}^{0}\cos \left(kz-\omega t+\alpha _{y}\right)\\0\end{pmatrix}}=E_{x}^{0}\cos \left(kz-\omega t+\alpha _{x}\right){\hat {\mathbf {x} }}\;+\;E_{y}^{0}\cos \left(kz-\omega t+\alpha _{y}\right){\hat {\mathbf {y} }}}
{\displaystyle c\,\mathbf {B} (\mathbf {r} ,t)={\hat {\mathbf {z} }}\times \mathbf {E} (\mathbf {r} ,t)={\begin{pmatrix}-E_{y}^{0}\cos \left(kz-\omega t+\alpha _{y}\right)\\E_{x}^{0}\cos \left(kz-\omega t+\alpha _{x}\right)\\0\end{pmatrix}}=-E_{y}^{0}\cos \left(kz-\omega t+\alpha _{y}\right){\hat {\mathbf {x} }}\;+\;E_{x}^{0}\cos \left(kz-\omega t+\alpha _{x}\right){\hat {\mathbf {y} }}}
dove {\displaystyle \omega _{}^{}=ck} è la frequenza angolare. Un'onda piana è quindi parametrizzata dalle ampiezze dei campi:
{\displaystyle E_{x}^{0}=\mid \mathbf {E} \mid \cos \theta \qquad E_{y}^{0}=\mid \mathbf {E} \mid \sin \theta }
e dalle fasi {\displaystyle \alpha _{x}^{}} e {\displaystyle \alpha _{y}}, con:
{\displaystyle \theta \ {\stackrel {\mathrm {def} }{=}}\ \tan ^{-1}\left({E_{y}^{0} \over E_{x}^{0}}\right)}
{\displaystyle \mid \mathbf {E} \mid ^{2}\ {\stackrel {\mathrm {def} }{=}}\ \left(E_{x}^{0}\right)^{2}+\left(E_{y}^{0}\right)^{2}}

### Polarizzazione

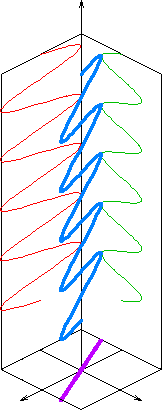
Polarizzazione lineare

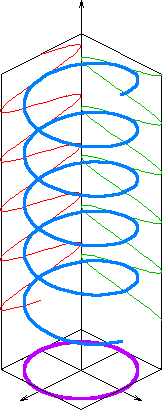
Polarizzazione circolare

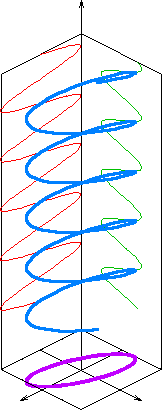
Polarizzazione ellittica

Animazione polarizzazioni ellittiche, circolari e lineari.

#### Vettore di Jones
L'intera informazione sulla polarizzazione dell'onda si riduce alla conoscenza di un solo vettore, detto vettore di Jones, giacente nel piano perpendicolare alla direzione di propagazione. Nonostante derivi da una trattazione puramente classica, il vettore di Jones può essere interpretato come rappresentativo di uno stato quantico. Considerando la soluzione per il campo elettrico:
{\displaystyle \mathbf {E} (\mathbf {r} ,t)=\mid \mathbf {E} \mid \mathrm {Re} \left\{|\psi \rangle \exp \left[i\left(kz-\omega t\right)\right]\right\}}
il vettore:
{\displaystyle |\psi \rangle \ {\stackrel {\mathrm {def} }{=}}\ {\begin{pmatrix}\psi _{x}\\\psi _{y}\end{pmatrix}}={\begin{pmatrix}\cos \theta \exp \left(i\alpha _{x}\right)\\\sin \theta \exp \left(i\alpha _{y}\right)\end{pmatrix}}}
è il vettore di Jones nella notazione bra-ket. Il duale del vettore di Jones è dato da:
{\displaystyle \langle \psi |\ {\stackrel {\mathrm {def} }{=}}\ {\begin{pmatrix}\psi _{x}^{*}&\psi _{y}^{*}\end{pmatrix}}={\begin{pmatrix}\quad \cos \theta \exp \left(-i\alpha _{x}\right)&\sin \theta \exp \left(-i\alpha _{y}\right)\quad \end{pmatrix}}}
Tale vettore è normalizzato, infatti il prodotto interno con sé stesso è:
{\displaystyle \langle \psi |\psi \rangle ={\begin{pmatrix}\psi _{x}^{*}&\psi _{y}^{*}\end{pmatrix}}{\begin{pmatrix}\psi _{x}\\\psi _{y}\end{pmatrix}}=1}

#### Polarizzazione lineare
Un'onda piana è linearmente polarizzata se le fasi {\displaystyle \alpha _{x}^{}} e {\displaystyle \alpha _{y}} sono uguali, e la direzione di polarizzazione forma un angolo {\displaystyle \theta } rispetto all'asse x. In tal caso il vettore di Jones può essere scritto come:
{\displaystyle |\psi \rangle ={\begin{pmatrix}\cos \theta \\\sin \theta \end{pmatrix}}\exp \left(i\alpha \right)}

#### Polarizzazione circolare
Se {\displaystyle \alpha _{y}} è ruotato di {\displaystyle \pi /2} rispetto a {\displaystyle \alpha _{x}} l'onda piana si dice polarizzata circolarmente, ed il vettore di Jones può essere scritto come:
{\displaystyle |\psi \rangle ={\begin{pmatrix}\cos \theta \\\pm i\sin \theta \end{pmatrix}}\exp \left(i\alpha _{x}\right)}
dove il segno positivo indica una polarizzazione circolare verso destra, il segno meno indica il verso opposto. Il vettore del campo elettrico, inoltre, ruota nel piano x-y ed ha ampiezza costante. Definendo una base di due vettori unitari, associati ai due rispettivi versi di polarizzazione:
{\displaystyle |R\rangle \ {\stackrel {\mathrm {def} }{=}}\ {1 \over {\sqrt {2}}}{\begin{pmatrix}1\\i\end{pmatrix}}}
{\displaystyle |L\rangle \ {\stackrel {\mathrm {def} }{=}}\ {1 \over {\sqrt {2}}}{\begin{pmatrix}1\\-i\end{pmatrix}}}
allora uno stato di polarizzazione circolare può essere scritto nella base destra-sinistra come:
{\displaystyle |c\rangle =\psi _{R}|R\rangle +\psi _{L}|L\rangle }
dove:
{\displaystyle \psi _{R}\ {\stackrel {\mathrm {def} }{=}}\ \left({\cos \theta -i\sin \theta  \over {\sqrt {2}}}\right)\exp \left(i\alpha _{x}\right)=\left({\exp(-i\theta ) \over {\sqrt {2}}}\right)\exp \left(i\alpha _{x}\right)}
{\displaystyle \psi _{L}\ {\stackrel {\mathrm {def} }{=}}\ \left({\cos \theta +i\sin \theta  \over {\sqrt {2}}}\right)\exp \left(i\alpha _{x}\right)=\left({\exp(i\theta ) \over {\sqrt {2}}}\right)\exp \left(i\alpha _{x}\right)}
Uno stato generico è scritto nella medesima base come:
{\displaystyle |\psi \rangle =a_{R}\exp \left(i\alpha _{x}-i\theta \right)|R\rangle +a_{L}\exp \left(i\alpha _{x}+i\theta \right)|L\rangle }
dove:
{\displaystyle 1=\mid a_{R}\mid ^{2}+\mid a_{L}\mid ^{2}}

#### Polarizzazione ellittica
La polarizzazione ellittica si verifica quando il vettore del campo elettrico ruota nel piano x-y ed ha ampiezza variabile nel tempo. Uno stato generico è scritto come:
{\displaystyle |\psi \rangle \ {\stackrel {\mathrm {def} }{=}}\ {\begin{pmatrix}\psi _{x}\\\psi _{y}\end{pmatrix}}={\begin{pmatrix}\cos \theta \exp \left(i\alpha _{x}\right)\\\sin \theta \exp \left(i\alpha _{y}\right)\end{pmatrix}}}